# Hamnklobben (nordost Saltvik, Åland)
Hamnklobben är ett skär i Åland (Finland). Det ligger i Skärgårdshavet och i kommunen Saltvik i landskapet Åland, i den sydvästra delen av landet. Ön ligger omkring 47 kilometer norr om Mariehamn och omkring 260 kilometer väster om Helsingfors.
Öns area är 3 hektar och dess största längd är 270 meter i sydväst-nordöstlig riktning. Trakten är glest befolkad. Det finns inga samhällen i närheten.